# Liste der Naturdenkmale in Gäufelden
| Naturdenkmale | Anzahl |
| ------------- | ------ |
| FND           | 6      |
| END           | 7      |
| Gesamt        | 13     |

Die Liste der Naturdenkmale in Gäufelden nennt die verordneten Naturdenkmale (ND) der im baden-württembergischen Landkreis Böblingen liegenden Gemeinde Gäufelden. In Gäufelden gibt es insgesamt 13 als Naturdenkmal geschützte Objekte, davon 6 flächenhafte Naturdenkmale (FND) und 7 Einzelgebilde-Naturdenkmale (END).
Stand: 31. Oktober 2016.

## Flächenhafte Naturdenkmale (FND)
| Name                                                           | Bild           | Kennung     | Einzelheiten | Position | Fläche Hektar | Datum         |
| -------------------------------------------------------------- | -------------- | ----------- | ------------ | -------- | ------------- | ------------- |
| Doline in den Birkenwiesen                                     | weitere Bilder | 81150160011 | Gäufelden    | ⊙        | 0,4           | 22. Apr. 1993 |
| Dolinenkette Obere Halden                                      | BW             | 81150160008 | Gäufelden    | ⊙        | 0,7           | 22. Apr. 1993 |
| Halbtrockenrasen Klettental                                    | BW             | 81150160006 | Gäufelden    | ⊙        | 1,0           | 30. Mai 1994  |
| Linden und Ahornallee am Bahnhof (6 Bergahorn, 7 Winterlinden) |                | 81150160001 | Gäufelden    | ⊙        | 2,3           | 22. Apr. 1993 |
| Steinbruch Niederholzer Hald                                   |                | 81150160012 | Gäufelden    | ⊙        | 1,2           | 22. Apr. 1993 |
| 2 Dolinen in der Mulde                                         | weitere Bilder | 81150160009 | Gäufelden    | ⊙        | 0,1           | 22. Apr. 1993 |
| Legende für Naturdenkmal                                       |                |             |              |          |               |               |

## Einzelgebilde (END)
| Name                                        | Bild | Kennung     | Einzelheiten | Position | Fläche Hektar | Datum         |
| ------------------------------------------- | ---- | ----------- | ------------ | -------- | ------------- | ------------- |
| Birnbaum in den Unteren Häderwiesen         |      | 81150160010 | Gäufelden    | ⊙        | 0,0           | 22. Apr. 1993 |
| Linde am Brunnen                            |      | 81150160013 | Gäufelden    | ⊙        | 0,0           | 22. Apr. 1993 |
| Linde an der Öschelbronnerstraße            |      | 81150160002 | Gäufelden    | ⊙        | 0,0           | 30. Mai 1994  |
| Nußbaum an der Sindlingerstraße             |      | 81150160003 | Gäufelden    | ⊙        | 0,0           | 30. Mai 1994  |
| 2 Birnbäume in den Weiler Wiesen            |      | 81150160007 | Gäufelden    | ⊙        | 0,0           | 30. Mai 1994  |
| 2 Lebensbäume auf dem Friedhof              |      | 81150160004 | Gäufelden    | ⊙        | 0,0           | 30. Mai 1994  |
| 2 Lebensbäume u. 1 Robinie auf dem Friedhof |      | 81150160005 | Gäufelden    | ⊙        | 0,0           | 22. Apr. 1993 |
| Legende für Naturdenkmal                    |      |             |              |          |               |               |